# Boman Oscarsson
Jöns Johan Boman Oscarsson, född 27 november 1960 i Sörby i Västergötland, död 26 augusti 2019 utomlands (vid tiden bosatt i Sankt Görans distrikt i Stockholm), var en svensk skådespelare. Han var son till skådespelaren Per Oscarsson  och Bärbel Oscarsson samt äldre halvbror till Pernilla Oscarsson och dotterson till Curt Krämer.
Boman Oscarsson filmdebuterade som barnskådespelare i Oss emellan 1969. Efter skolan arbetade han inom flera olika yrken. Han fick anställning som scenarbetare på Djurgårdsteatern i Stockholm 1985. Oscarsson fick ett ökat intresse för teater och började ta teaterkurser. Han scendebuterade 1989 på Teater 9. Samma år fick han ett genombrott i Fordringsägare på Teaterhuset Luntan i Stockholm. Han avled oväntat efter en joggingtur utomlands när han var på semester.
Boman Oscarsson är begravd på Tyresö begravningsplats.

## Filmografi
- 1969 – Oss emellan
- 1989 – 1939
- 1990 – Blankt vapen
- 1990 – Storstad (TV-serie)
- 1992 – Kejsarn av Portugallien (TV-serie)
- 1992 – Hassel – De giriga
- 1992 – Minnen från Kaldabanan
- 1994 – Händerna
- 1995 – Tre kronor (TV-serie)
- 1995 – Du bestämmer (TV-serie)
- 1995 – Snoken (TV-serie)
- 1995 – Vi skulle ju bli lyckliga...
- 1995 – 30:e november
- 1996 – Den första dagen
- 1996 – Sju systrar (TV-serie)
- 1996 – Anna Holt – polis (TV-serie)
- 1997 – Emma åklagare "Människosmugglarna"
- 1997 – Nudlar och 08:or (TV-serie)
- 1997 – Beck – Spår i mörker
- 1998 – Beck – Monstret
- 1999 – Ett litet rött paket (TV-serie)
- 1999 – Pappas flicka (TV-serie)
- 2000 – Nya tider (TV-serie)
- 2002 – Taurus (TV-serie)
- 2003 – Satungen
- 2003 – C/o Segemyhr (TV-serie)
- 2004 – Graven (TV-serie)
- 2005 – Lasermannen (TV-serie)
- 2006 – Cuppen
- 2006 – Alla älskar sina barn
- 2006 – Poliser (TV-serie)
- 2007 – Dödlig lek (TV-serie)
- 2007 – Höök (TV-serie)
- 2008 – Oskyldigt dömd (TV-serie)
- 2009 – Livet i Fagervik (TV-serie)
- 2009 – Vägen hem
- 2010 – Puss
- 2012 – Call Girl
- 2016 – Gentlemen & Gangsters (TV-serie)

### Fotnoter
1. ↑  https://minnessidor.fonus.se/memorial_page/memorial_page_personal_info.php?order_id=3711603&set_site_id=2&cat=home&sign=7dd5bd184dd675dcdac8ab0a457ec630
2. 1 2  ”Boman Oscarsson”. Svensk Filmdatabas. http://www.sfi.se/sv/svensk-filmdatabas/Item/?type=PERSON&itemid=68458&iv=OVERVIEW. Läst 22 augusti 2012.
3. ↑  SvenskaGravar